# Nissan 100NX
Der Nissan 100NX (Typbezeichnung B13) ist ein Sportcoupé des japanischen Automobilherstellers Nissan, welches als Nachfolger des EXA bzw. Pulsar NX N13 (USA) erstmals auch in Deutschland eingeführt wurde.

## Modellgeschichte
Der 100NX entstand auf der Plattform des Sunny N14 und teilte sich mit ihm die Technik bis auf das Blechkleid.
Im Herbst 1990 wurde der 100NX in Deutschland vorgestellt und gelangte ab April 1991 in den Verkauf. Er wurde zur Einführung mit dem GA16DS-Motor angeboten, dem im Juni 1991 als Ergänzung das Sportmodell GTi mit dem SR20DE-Motor folgte.
Gerade das Design sollte sich vom Einheitsbrei der damaligen Automobillandschaft abgrenzen, daher polarisierte er vor allem durch die tief in die Front eingesetzten Scheinwerfer.
Eine Besonderheit des Autos ist das abnehmbare Targadach, welches ein Cabrio-Gefühl ermöglicht. Im Gegensatz zum wahren Targa-Dach verbindet ein Mittelsteg die A-Säule mit dem Heck des Coupés – das sogenannte T-Bar-Roof. Außerdem sind die Fenster auf der Fahrer- und Beifahrerseite rahmenlos.
Im Mai 1993 wurde der teilweise zum Ruckeln neigende Vergasermotor im Rahmen eines kleinen Facelifts aus dem Angebot genommen und durch einen 1,6-Liter-Einspritzmotor (GA16DE) ersetzt, die Leistungswerte änderten sich allerdings nicht. Im Zuge der Modellpflege wurde die Sicherheitsausrüstung durch ein Lenkrad mit Pralltopf und einen Flankenschutz in den Türen verbessert. Optisch zu erkennen ist das Facelift an den in Wagenfarbe lackierten Zier- und Stoßleisten.
Im November 1993 erschien eine 75-kW-Variante (102 PS) des GA16DE als 100NX SR, welcher jedoch ausschließlich mit einem festen Dach (SR = Steel Roof, dt. Stahldach) ausgeliefert wurde. Die Mehrleistung ergibt sich durch ein geändertes Steuergerät und durch den größeren Durchmesser des Ansaugkrümmers. Zudem wurde die Getriebeabstufung teilweise geändert.
In Nordamerika wurde er je nach Motorisierung als Nissan NX2000 bzw. NX1600 verkauft.
Im Oktober 1995 wurde die Produktion des kleinen Coupés ersatzlos eingestellt. In Japan lief auf Basis des im September 1995 eingeführten Nissan Almera, der in Japan als Nissan Pulsar verkauft wurde, ein kompaktes Coupé namens Lucino vom Band.
Zum Stichtag 1. Januar 2023 waren in Deutschland laut KBA noch 566 Nissan 100NX angemeldet, davon 89 GTI-Modelle.

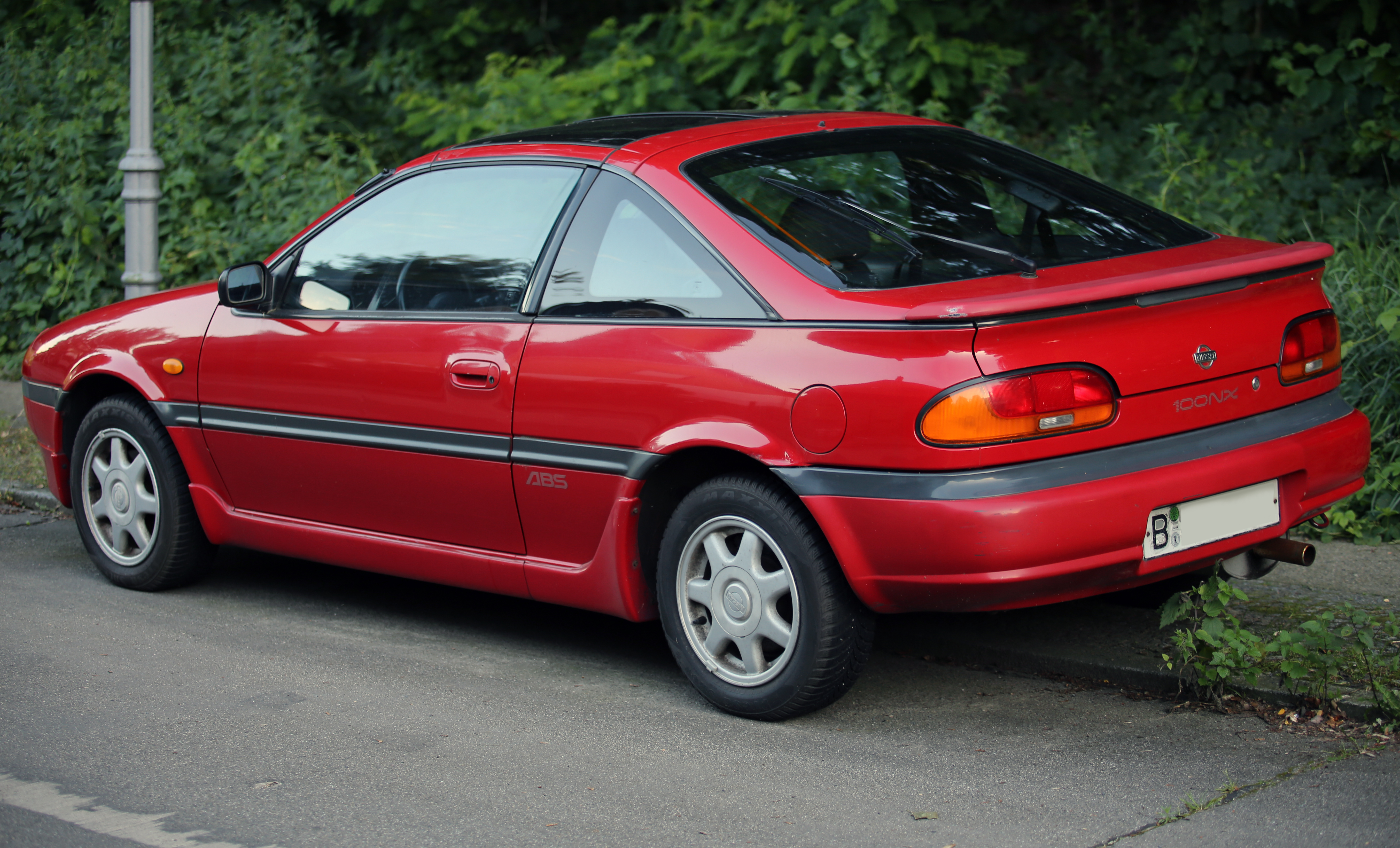
Heckansicht
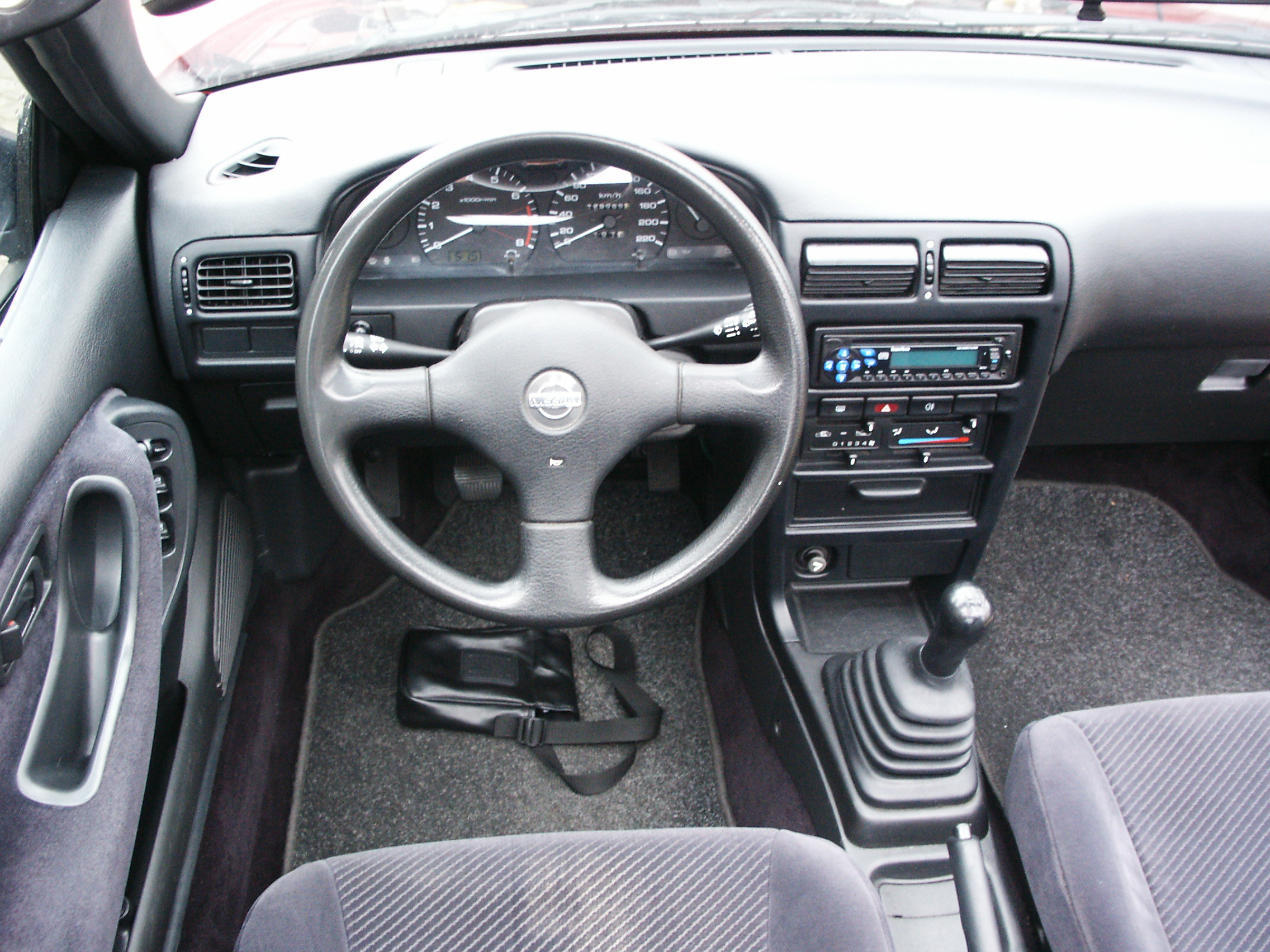
Interieur
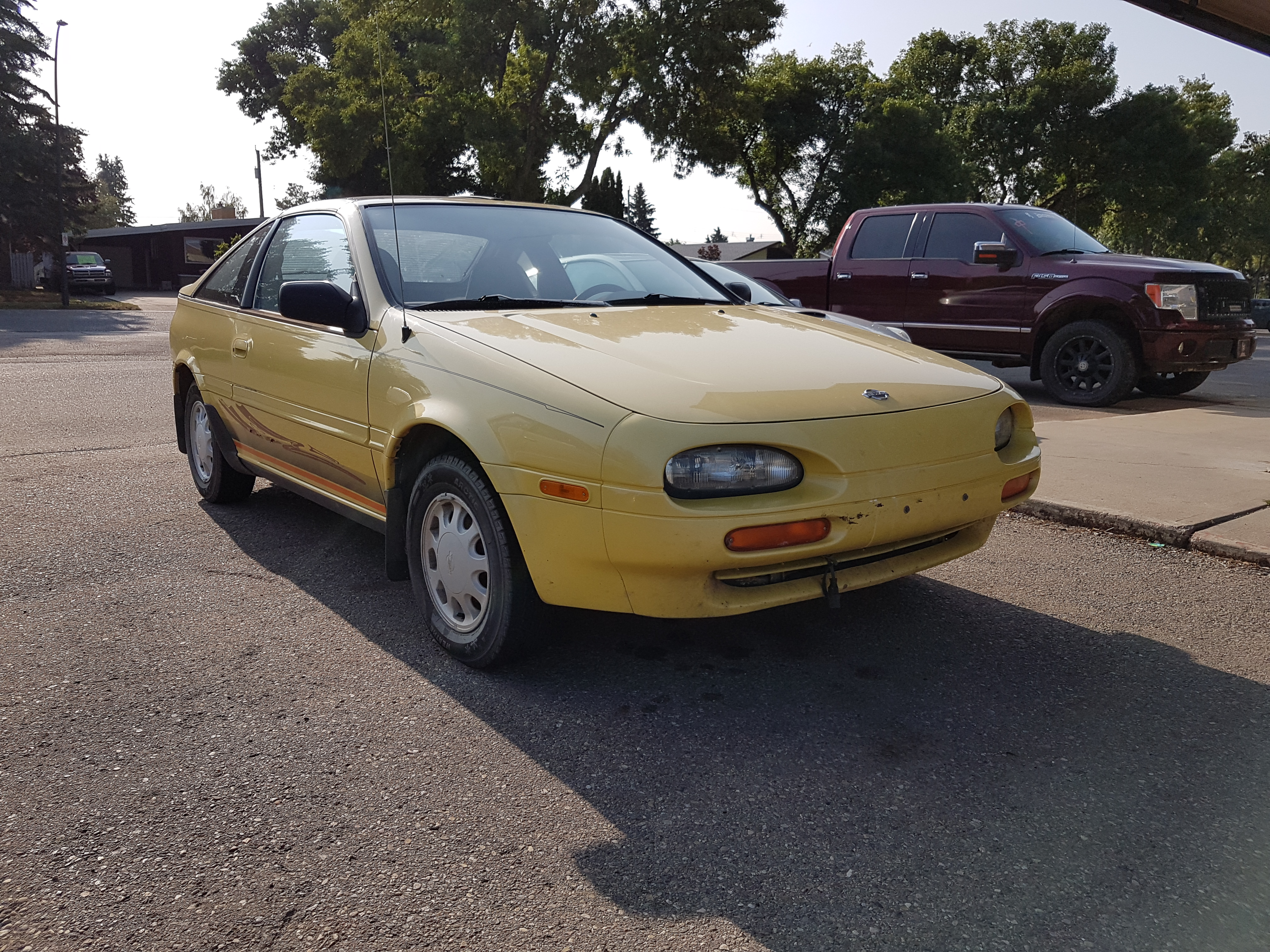
NX1600
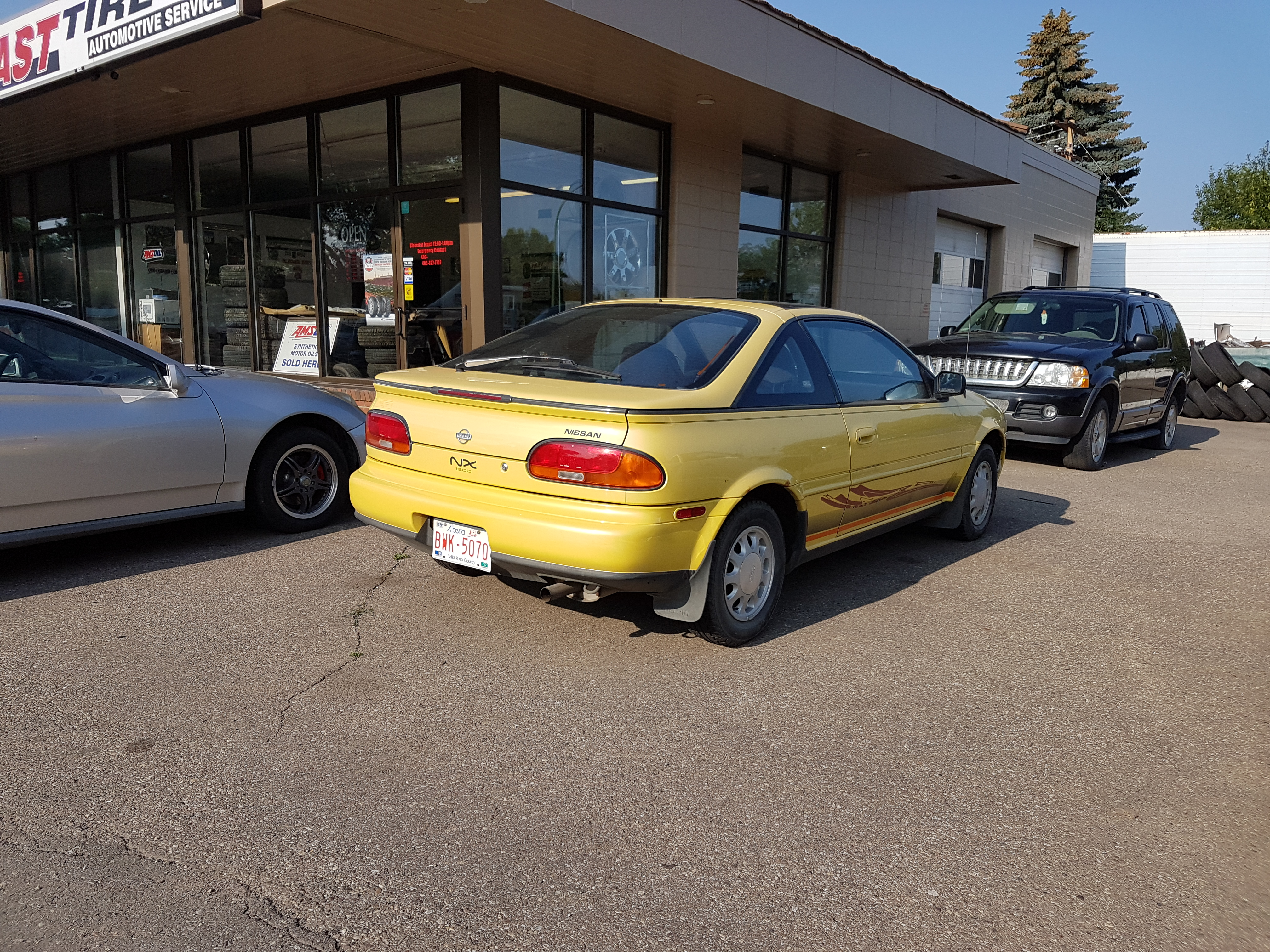
Heckansicht

## Motorisierung
Als Motorisierung wurden beim 100NX nur Benzinmotoren angeboten, die alle Reihenvierzylinder waren. Die Steuerung der vier Ventile pro Zylinder erfolgt mittels einer Steuerkette, die die beiden oben liegenden Nockenwellen antreibt.
| Technische Daten Nissan 100 NX   |                                                                    |                                                                    |                                                                    |                                                                    |                                                        |                                                        |
| Nissan 100 NX:                   | 1.5                                                                | 1.6                                                                | 1.6                                                                | 1.6 SR                                                             | 1.8                                                    | 2.0 GTI                                                |
| Bauzeit:                         | 10/1990–10/1994                                                    | 10/1990–04/1993                                                    | 05/1993–10/1995                                                    | 11/1993–10/1995                                                    | 10/1990–10/1994                                        | 06/1991–10/1995                                        |
| Kenncode:                        | GA15DS                                                             | GA16DS                                                             | GA16DE                                                             | GA16DE                                                             | SR18DE                                                 | SR20DE                                                 |
| Motor:                           | 4-Zylinder-Reihenmotor (Viertakt)                                  | 4-Zylinder-Reihenmotor (Viertakt)                                  | 4-Zylinder-Reihenmotor (Viertakt)                                  | 4-Zylinder-Reihenmotor (Viertakt)                                  | 4-Zylinder-Reihenmotor (Viertakt)                      | 4-Zylinder-Reihenmotor (Viertakt)                      |
| Hubraum:                         | 1497 cm³                                                           | 1597 cm³                                                           | 1597 cm³                                                           | 1597 cm³                                                           | 1839 cm³                                               | 1998 cm³                                               |
| Leistung bei 1/min:              | 69 kW (94 PS) bei 6000                                             | 66 kW (90 PS) bei 6000                                             | 66 kW (90 PS) bei 6000                                             | 75 kW (102 PS) bei 6000                                            | 103 kW (140 PS) bei 6400                               | 105 kW (143 PS) bei 6400                               |
| Max. Drehmoment bei 1/min:       | 126 Nm bei 3600                                                    | 133 Nm bei 4000                                                    | 136 Nm bei 4000                                                    | 136 Nm bei 4000                                                    | 167 Nm bei 4800                                        | 175 Nm bei 4800                                        |
| Gemischaufbereitung:             | Vergaser                                                           | Vergaser                                                           | Multipoint-Einspritzung                                            | Multipoint-Einspritzung                                            | Multipoint-Einspritzung                                | Multipoint-Einspritzung                                |
| Ventilsteuerung:                 | DOHC, Steuerkette                                                  | DOHC, Steuerkette                                                  | DOHC, Steuerkette                                                  | DOHC, Steuerkette                                                  | DOHC, Steuerkette                                      | DOHC, Steuerkette                                      |
| Kühlung:                         | Wasserkühlung                                                      | Wasserkühlung                                                      | Wasserkühlung                                                      | Wasserkühlung                                                      | Wasserkühlung                                          | Wasserkühlung                                          |
| Getriebe, serienmäßig:           | 5-Gang-Getriebe                                                    | 5-Gang-Getriebe                                                    | 5-Gang-Getriebe                                                    | 5-Gang-Getriebe                                                    | 5-Gang-Getriebe                                        | 5-Gang-Getriebe                                        |
| Getriebe, optional:              | Viergangautomatik                                                  | Viergangautomatik                                                  | —                                                                  | —                                                                  | —                                                      | —                                                      |
| Antrieb:                         | Frontantrieb                                                       | Frontantrieb                                                       | Frontantrieb                                                       | Frontantrieb                                                       | Frontantrieb                                           | Frontantrieb                                           |
| Bremsen:                         | Scheibenbremsen vorne, Trommelbremsen Hinten, Bremskraftverstärker | Scheibenbremsen vorne, Trommelbremsen Hinten, Bremskraftverstärker | Scheibenbremsen vorne, Trommelbremsen Hinten, Bremskraftverstärker | Scheibenbremsen vorne, Trommelbremsen Hinten, Bremskraftverstärker | Scheibenbremsen rundum, Bremskraftverstärker, a.W. ABS | Scheibenbremsen rundum, Bremskraftverstärker, a.W. ABS |
| Lenkung:                         | Zahnstangenlenkung                                                 | Zahnstangenlenkung                                                 | Zahnstangenlenkung                                                 | Zahnstangenlenkung                                                 | Zahnstangenlenkung                                     | Zahnstangenlenkung                                     |
| Karosserie:                      | Stahlblech, selbsttragend                                          | Stahlblech, selbsttragend                                          | Stahlblech, selbsttragend                                          | Stahlblech, selbsttragend                                          | Stahlblech, selbsttragend                              | Stahlblech, selbsttragend                              |
| Höchstgeschwindigkeit:           | ca. km/h                                                           | ca. 185 km/h                                                       | ca. 185 km/h                                                       | 191 km/h                                                           | ca. 195 km/h                                           | 210 km/h                                               |
| 0–100 km/h:                      |                                                                    |                                                                    | 10,7 s                                                             | 10,4 s                                                             |                                                        | 8,2 s                                                  |
| Tankvolumen:                     | 50 l                                                               | 50 l                                                               | 50 l                                                               | 50 l                                                               | 50 l                                                   | 50 l                                                   |
| Verbrauch (Liter/100 Kilometer): |                                                                    |                                                                    |                                                                    | 6,9                                                                |                                                        | 8,5                                                    |
| Sonstiges :                      | Nur in Japan digitaler Tachometer                                  |                                                                    |                                                                    |                                                                    | Nur in Japan                                           |                                                        |